# جی. برتراند
جی. برتراند (فرانسوی: J. Bertrand‎) یک بازیکن واترپلو و شناگر اهل فرانسه است. 
از افتخارات وی میتوان به کسب مدال نقره شنای ۲۰۰ متر تیمی در بازی‌های المپیک تابستانی ۱۹۰۰ اشاره کرد.